# Gen avr
Gen awirulencji (Avr) – gen braku zjadliwości fitopatogenu jest genem kodującym białko, które jest specyficznie „rozpoznawane” przez genotypy rośliny żywiciela mającej pasujący gen odporności. Rozpoznanie zależy od obecności pary pasujących genów, genu Avr w patogenie i genu R w roślinie.
U wirusów praktycznie wszystkie kodowane białka mogą zachowywać się jako determinanty awirulencji. We wszystkich innych przypadkach geny awirulencji są niezwykle zróżnicowane, często są specyficzne dla gatunku lub izolatu/szczepu. Termin „geny awirulencji” został zastosowany po raz pierwszy przez H.H. Flor (1946 roku)  w wyniku obserwacji odpowiedzi genów R na bezpośrednie lub pośrednie produkty genów patogenu. Mogą one kodować ligand rozpoznawany przez receptor komórki roślinnej, a odpowiedź gospodarza następuje poprzez interakcję z genami R.
W tym modelu zjadliwość jest recesywna i może wynikać z utraty funkcji w genie Avr lub z mutacji w genomie roślinnym. Badania wykazują, że większość genów avr jest lub kiedyś była genami patogeniczności występującymi w patogenach biotroficznych, które determinują zasięg żywiciela, nie w sposób specyficzny dla odmiany, ale w sposób specyficzny dla gatunku żywiciela. Niektóre z tych genów działają patogennie poprzez kodowanie sygnałów białkowych które są wprowadzane do komórki poprzez roślinny system HR (ang. hypersensitive response), powodując programową śmierć komórki gospodarza, jest to cecha głównie związana z nekrotrofami.

## Kluczowe idee
- Efektory patogenów roślin to cząsteczki patogenów, które manipulują strukturą i funkcją komórki gospodarza, ułatwiając w ten sposób infekcję[3].
- Efektory często przyczyniają się ilościowo do zjadliwości patogenu i są zbędne w cyklu życiowym patogenu[3].
- W toku koewolucji roślina-patogen wyewoluowały receptory, które wykrywają efektory patogenów i aktywują odpowiedzi obronne[3].
- Efektory specyficznie rozpoznawane przez „dopasowanie” białka odporności (białka R) są nazywane białkami braku awirulencji (avr)[3].
- W populacjach dzikich roślin i patogenów, awirulencja i odporność są cechami nieciągłymi, obecnymi tylko w części populacji. Zatem odporność zostanie zastosowana tylko przeciw części populacji patogenu (zawierającej odpowiedni allel Avr), a patogen będzie niezjadliwy tylko w stosunku do części populacji roślin (zawierającej pasujący gen odporności)[3].